# Zone de secours Flandre-Orientale Sud-Est

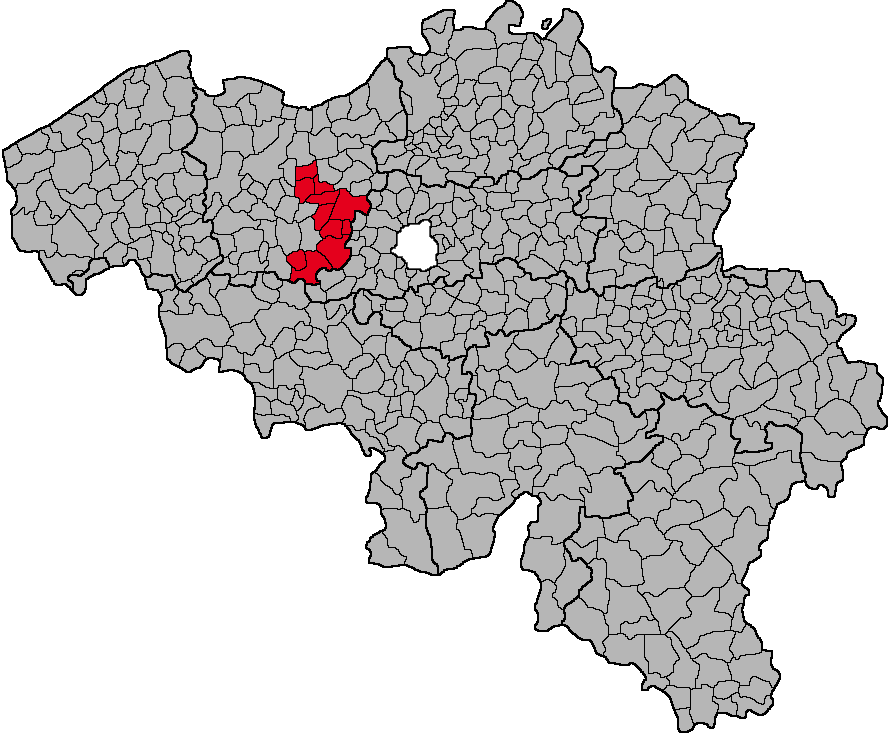
Carte de la zone de secours Flandre Orientale Sud-Est

La zone de secours Flandre Orientale Sud-Est, en néerlandais Hulpverleningszone Oost-Vlaanderen Zuid-Oost, est l'une des 34 zones de secours de Belgique et l'une des six zones de la province de Flandre-Orientale.

## Caractéristiques

### Communes protégées
La zone de secours  couvre les 11 communes suivantes: 
Alost, Denderleeuw, Erpe-Mere, Grammont, Haaltert, Laerne, Lede, Lierde, Ninove, Wetteren et Wichelen.

## Casernes
Voir aussi: Liste des services d'incendie belges